# Pabiednaje (obwód miński)
Pabiednaje (biał. Пабеднае; ros. Победное, Pobiednoje; hist.: pol. Rakojedowszczyzna; biał. Ракае́даўшчына, Rakajedauszczyna; ros. Ракоедовщина, Rakojedowszczina) – wieś na Białorusi, w obwodzie mińskim, w rejonie dzierżyńskim, w sielsowiecie Dobryniewo.

## Historia
W XIX i w początkach XX w. Rakojedowszczyzna położona była w Rosji, w guberni mińskiej, w powiecie mińskim, w gminie Samochwałowicze. Wchodziła w skład hrabstwa kojdanowskiego Radziwiłłów.
Po I wojnie światowej pod administracją polską, w Zarządzie Cywilnym Ziem Wschodnich, w okręgu mińskim, w powiecie mińskim, w gminie Samochwałowicze.
W wyniku postanowień traktatu ryskiego znalazła się w granicach Związku Sowieckiego. W latach 1932–1937 w Polskim Rejonie Narodowym im. Feliksa Dzierżyńskiego. Od 1991 w niepodległej Białorusi.